# Amplexoporina
Amplexoporina — підряд мохуваток вимерлого ряду Trepostomatida, існував з ордовика по тріас (468—201 млн років тому). Скам'янілі рештки представників підряду виявлені на всіх континентах, найбільше у країнах Балтійського регіону — південь Норвегії, Швеція (включаючи острів Готланд), Естонія, Латвія, Литва, Білорусь, Росія (Ленінградська область, Тверська область), та у США.

## Родини
- †Aisenvergiidae
- †Amplexoporidae
- †Anisotrypidae
- †Araxoporidae
- †Astralochomidae
- †Atactotoechidae
- †Batostomellidae
- †Bimuroporidae
- †Capillaporidae
- †Coelotubuliporidae
- †Crustoporidae
- †Cycloporidae
- †Dianulitidae
- †Diplotrypidae
- †Dittoporidae
- †Dyscritellidae
- †Eridotrypellidae
- †Helenoporidae
- †Hemieridotrypidae
- †Maychellinidae
- †Mishulgellidae
- †Nipponostenoporidae
- †Orbiporidae
- †Ralfimartitidae
- †Stenoporellidae
- †Stenoporidae
- †Trematoporidae
- †Ulrichotrypellidae
- †Zozariellidae